# Marsala (vino)

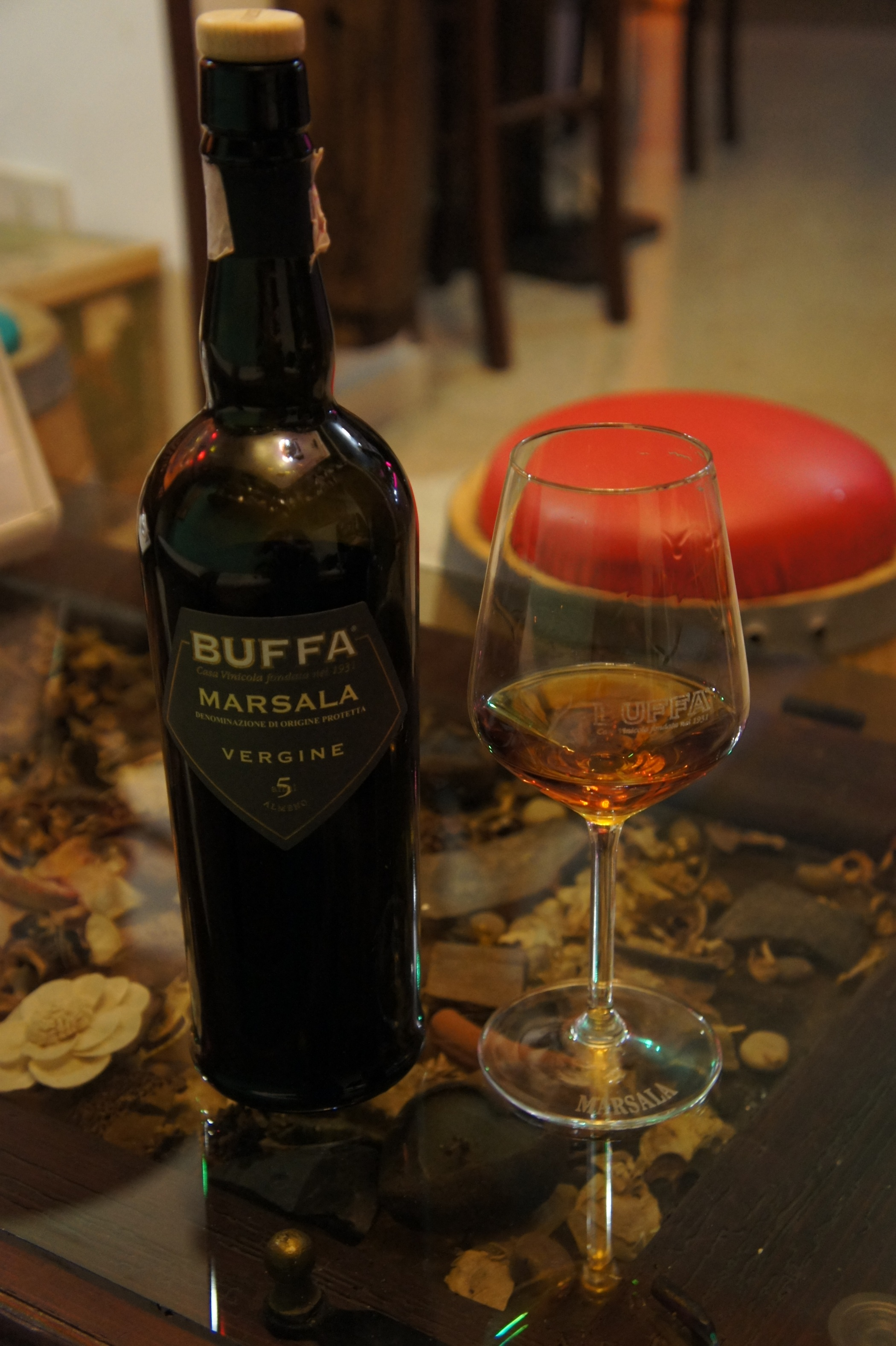
Bottiglia di Marsala vergine

Il Marsala è un vino liquoroso a Denominazione di Origine Controllata (DOC) prodotto in Sicilia, ed esattamente a Marsala, da cui trae il nome.

## Storia

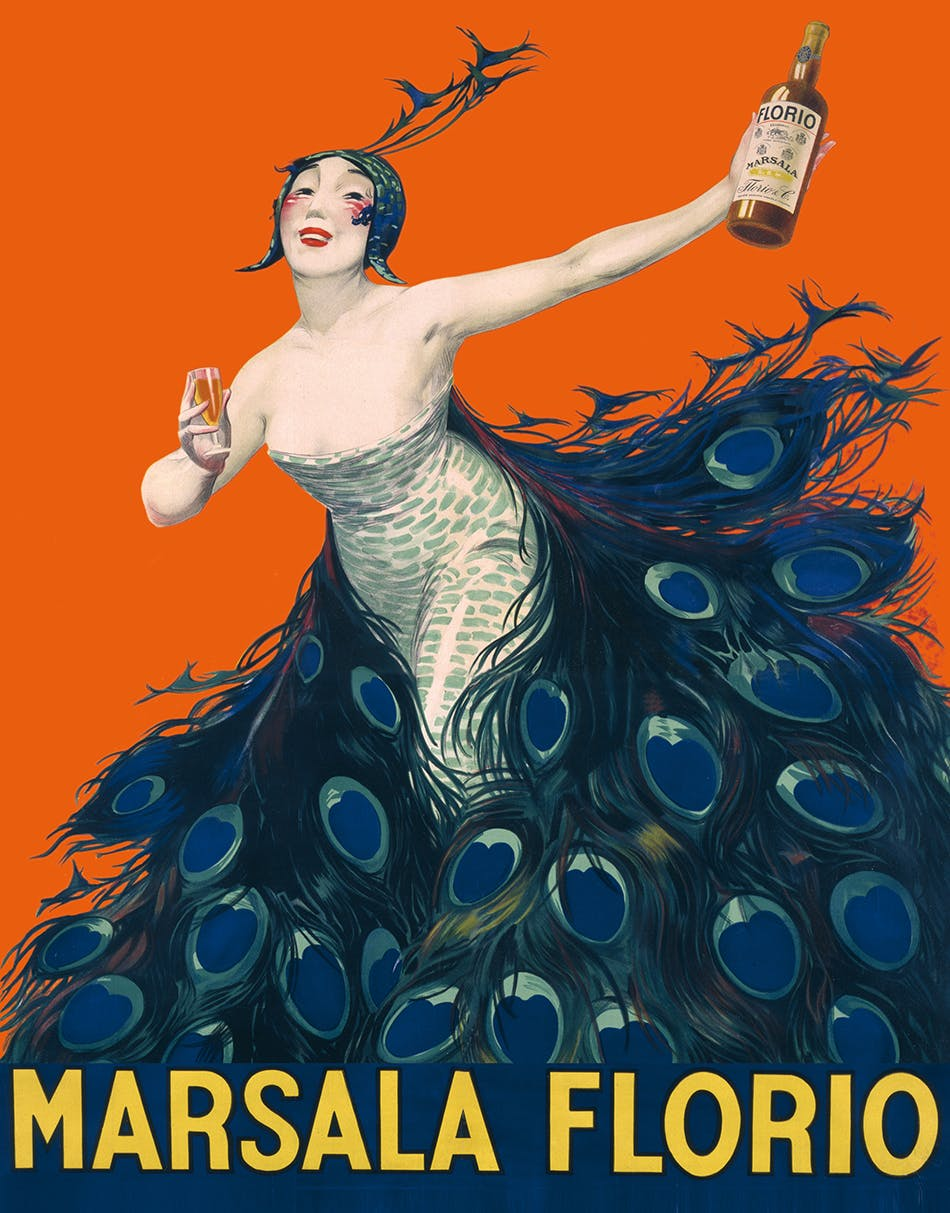
Marsala Florio, Manifesto pubblicitario, 1920

La nascita del Marsala come vino liquoroso è incentrata e viene accreditata alla figura del commerciante inglese di Liverpool John Woodhouse il quale nel 1773 approdò nel porto di Marsala. Secondo la tradizione, durante la sosta egli ebbe modo, insieme al resto dell'equipaggio, di gustare il vino prodotto nella zona, che veniva invecchiato in botti di legno di rovere assumendo un gusto analogo ai vini spagnoli e portoghesi molto diffusi in quel periodo in Inghilterra.
In realtà gli inglesi ben conoscevano i vini dell'agro marsalese, in quanto da decenni si fermavano nello specchio d'acqua antistante il porto di Marsala per caricare con l'ausilio di apposite barche a basso pescaggio, detti schifazzi, varie vettovaglie, acqua, viveri e, per l'appunto, i vini. È doveroso ricordare che all'epoca il Mediterraneo era assai frequentato da imbarcazioni inglesi, spagnole e francesi, che si contendevano il predominio di Mare Nostrum: Malta diventò terra inglese nel 1800. Il metodo di invecchiamento utilizzato dalla gente del luogo, denominato in perpetuum, consisteva nel rabboccare le botti che contenevano una parte del vino consumato durante l'anno con il vino di nuova produzione, in maniera da conservarne le caratteristiche.
Il vino così trattato piacque a tal punto che Woodhouse decise di imbarcarne una cinquantina di barili, addizionandolo però con acquavite di vino, al fine di elevarne il tenore alcolico e di preservarne le caratteristiche durante il lungo viaggio in mare. Quel vino siciliano meno costoso riscosse in Inghilterra un grande successo, tanto che Woodhouse decise di ritornare in Sicilia e di iniziarne la produzione e la commercializzazione, utilizzando per l'affinamento il metodo soleras. Il metodo soleras, già conosciuto in Portogallo ed in Spagna per la produzione rispettivamente del Madeira e dello Sherry, consisteva nel disporre delle botti di rovere su alcune file sovrapposte, iniziando a riempire di vino solo le botti più in alto; dopo un anno una parte del vino veniva travasato nelle botti che si trovavano al livello inferiore, e quelle superiori venivano riempite con il nuovo vino, ed il procedimento si ripeteva di anno in anno; in tale maniera il vino che si trovava nelle botti alla base, pronto per il consumo, risultava composto da uve di annate diverse, e di anno in anno si arricchiva di particolari sapori.

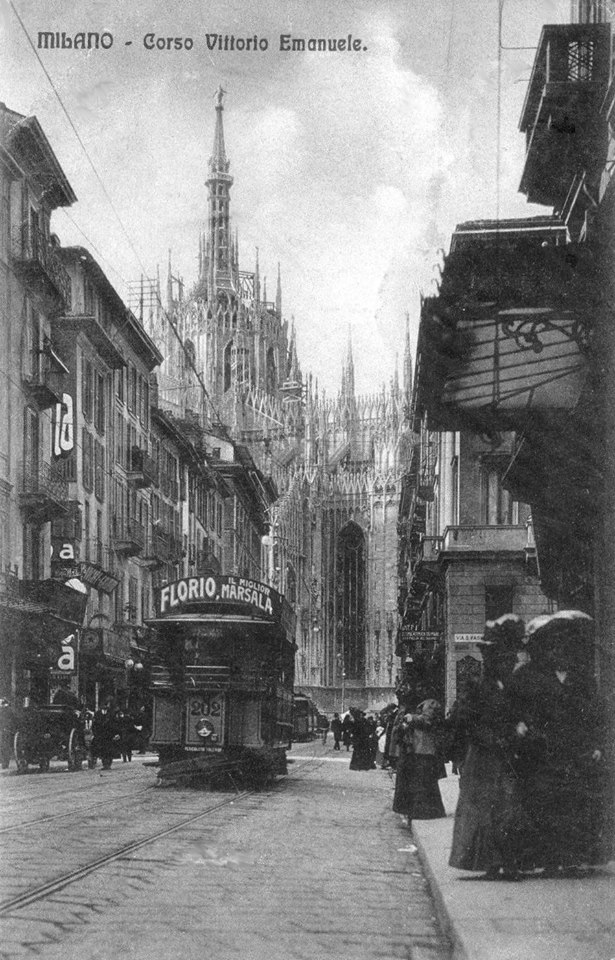
Milano, 1900 circa, tram con la pubblicità del marsala Florio

Nel 1833 l'imprenditore di origine calabrese, Vincenzo Florio, iniziò a Marsala la produzione di vino Marsala in concorrenza con le aziende inglesi, fondando le Cantine Florio. Nel 1853 la produzione del Marsala ammontò a 6.900 botti, di cui il 23% prodotto dalle cantine Florio, il 19% dalle cantine Woodhouse ed il 58% dalle cantine Ingham & Whitaker. Successivamente la Florio acquisì lo stabilimento Woodhouse, divenendo il primo produttore. 
Se Vincenzo Florio fu il primo italiano a produrre marsala, il primo siciliano è stato Don Diego Rallo (1860), Successivamente non ne mancarono altri: Vito Curatolo Arini (1875), Carlo Pellegrino (1880) e la Casa Vinicola Buffa (1931), ancora oggi tra i maggiori produttori di marsala. Nel 1920 la Cinzano acquisì le cantine Florio e diversi stabilimenti, unificando la produzione sotto il marchio Florio.
La fortuna del vino Marsala ha conosciuto alterne vicende. Una grave crisi attraversò la città e il suo vino dopo la prima guerra mondiale soprattutto per l'operare di commercianti privi di scrupoli che sfruttavano la fama del Marsala per vendere prodotti di qualità scadente. Per questo, già nel 1931 venivano mossi i primi passi verso una legislazione che proteggesse il Marsala originale dalle imitazioni e che ne circoscrivesse la zona di produzione, e fu tutelato dal governo, con un decreto degli allora ministri Acerbo e Bottai (D.M. 15 ottobre 1931).
Il vino Marsala è stato il secondo vino DOC della storia vinicola siciliana.
Nel 1969 è stata riconosciuta la Denominazione di Origine Controllata.
Il disciplinare di produzione è stato aggiornato nel 1986 e nel 1995. Un Consorzio per la tutela del vino Marsala DOC è nato nel 1963 ad iniziativa dei produttori, e riconosciuto nel 2003 dal ministero delle Politiche agricole.

## Vitigni con cui è consentito produrlo
- Marsala oro e ambra: Grillo e/o Catarratto e/o Ansonica (detto localmente Inzolia) e/o Damaschino;
- Marsala rubino: Perricone (localmente chiamato Pignatello) e/o Nero d'Avola e/o Nerello mascalese e/o (fino al 30% delle uve impegnate in totale) le uve a bacca bianca previste per i Marsala oro ed ambra.

Come forme di coltivazione di tali vitigni sono ammesse tutte quelle "verticali", come spalliera e controspalliera, ma è particolarmente raccomandato l'"alberello".
Sono inoltre vietate tutte le pratiche di "forzatura", ma con l'eccezione della irrigazione di soccorso.
La resa massima di uve non deve superare le 10 tonnellate per ettaro per i vitigni a bacca bianca e le 9 tonnellate per ettaro per i vitigni a bacca nera.

## Vinificazione
Il Marsala è un vino liquoroso.
Durante la fermentazione si effettuano i travasi che favoriscono l'ossidazione del vino; alla fine della fermentazione si procede all'aggiunta di etanolo (alcol etilico) di origine vitivinicola e/o di acquavite di vino, al fine di elevare il tenore alcolico, e dopo si procede all'invecchiamento.
La resa massima delle uve in mosto non deve essere superiore all'80% e quelle delle uve in vino base non superiore al 75%.
Tutte le operazioni di elaborazione a partire dalle uve che sono necessarie per ottenere un Marsala pronto al consumo dopo l'invecchiamento, devono essere effettuate nella zona di produzione.

## Tipi di Marsala

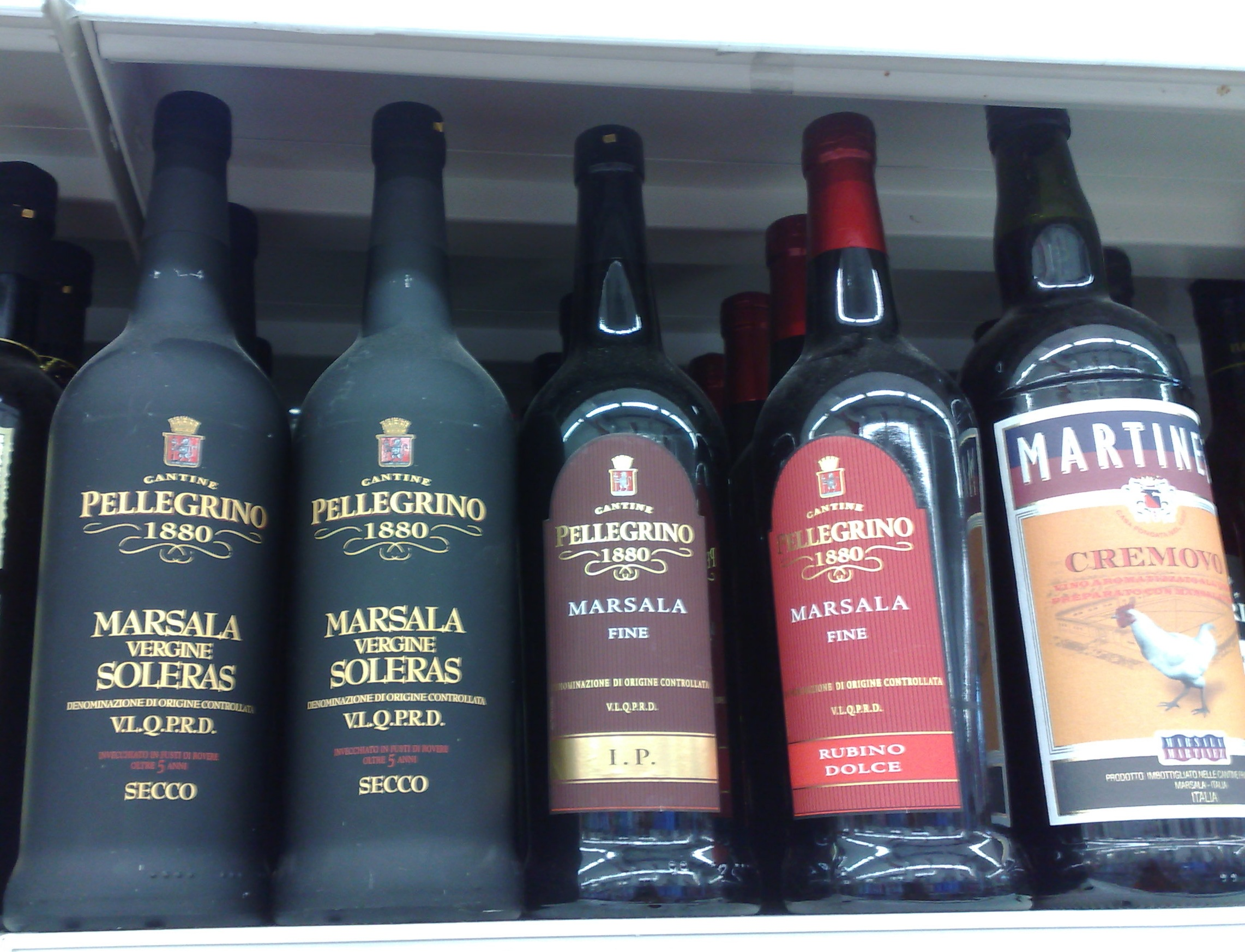
Diversi tipi di Marsala

Senza considerare per il momento le vecchie denominazioni che, non più inserite nel disciplinare, sono però tuttora tollerate, il Marsala si presenta oggi sul mercato con due distinte categorie.

### Marsala vergine

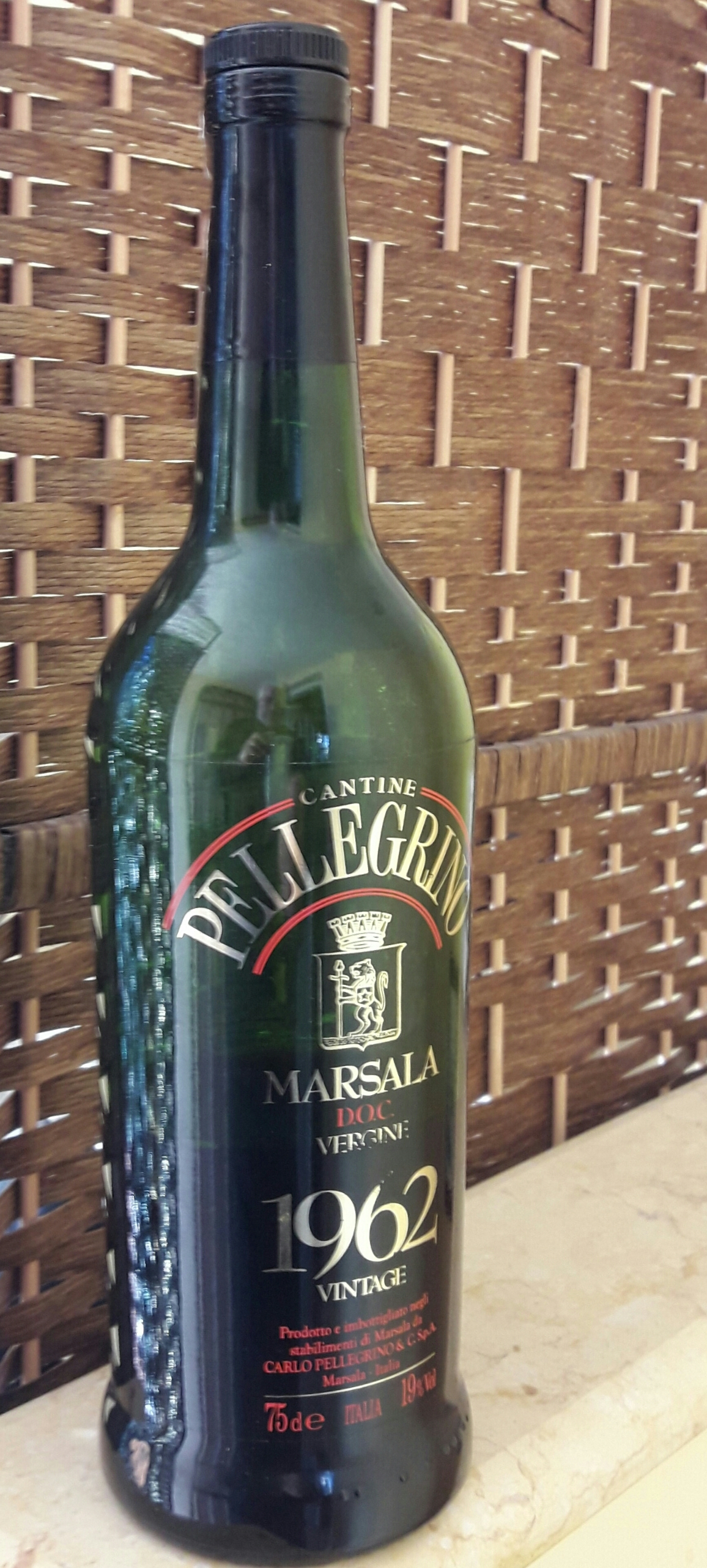
Marsala vergine riserva 1962 della Pellegrino

Addizionato, dopo la fermentazione, con solo etanolo di origine vitivinicola e/o acquavite di vino (questa seconda opzione è quella più raffinata e legata alla tradizione).
Il Marsala "vergine" è di due tipologie in funzione del periodo di invecchiamento:
- Marsala vergine denominato anche "Marsala soleras", con invecchiamento di almeno cinque anni (anche "rubino" se prodotto da uve rosse);
- Marsala vergine riserva denominato anche "Marsala soleras riserva" o Marsala vergine stravecchio o Marsala soleras stravecchio, con invecchiamento di almeno dieci anni (anche "rubino" se prodotto da uve rosse).

Bisogna evidenziare che per il Marsala di questa tipologia, sebbene ne prenda il nome, non viene utilizzata la tecnica soleras, che invece è propria dello jerez e di pochi altri vini famosi (fortificati o meno). L'invecchiamento del marsala vergine (riserva o meno), descritto nel relativo disciplinare della DOC, è di tipo ordinario in botte di legno. È pure consentito usare l'antico metodo perpetuum, legato al passato marsalese. Il metodo soleras non è indicato nel disciplinare, ed è perciò vietato nella produzione del Marsala DOC.

### Marsala conciato
A cui, dopo la fermentazione, è stato aggiunto:
- etanolo
- mosto cotto, che influirà sugli aromi ed il colore del vino
- mosto concentrato, che influirà sugli aromi ed il colore del vino
- mistella (o sifone) cioè una miscela di mosto d'uva tardiva che influisce sul grado zuccherino e sui profumi, al quale si aggiunge etanolo per bloccare la fermentazione.

Il Marsala "conciato" deve essere anch'esso sottoposto ad invecchiamento per arrivare alla commercializzazione nei seguenti tipi:
- Marsala fine, minimo 1 anno di invecchiamento.
- Marsala superiore, minimo 2 anni di invecchiamento.
- Marsala superiore riserva, minimo 4 anni di invecchiamento.

Ciascuna delle seguenti denominazioni dà luogo a ulteriori suddivisioni per tenere conto del colore:
- oro, prodotto da uve a bacca bianca, è vietata l'aggiunta di mosto cotto.
- ambra, prodotto da uve a bacca bianca, con aggiunta di mosto cotto superiore all'1%.
- rubino, prodotto da uve a bacca nera, con eventuale aggiunta massima del 30% di uve a bacca bianca; è vietata l'aggiunta di mosto cotto.

e del residuo zuccherino:
- secco, con zuccheri inferiori a 40 gr. per litro
- semisecco, con zuccheri superiori a 40 gr. per litro e inferiori a 100 gr. per litro
- dolce, con zuccheri superiori a 100 gr. per litro

Infine il disciplinare approvato con la legge n.851/1984 prevede che con il termine Cremovo possono essere indicati quei vini aromatizzati che utilizzano almeno l'80% di vino Marsala e una gradazione non inferiore a 16 gradi.

## Antiche denominazioni
Il disciplinare di produzione (DPR 2 aprile 1969) prevede la possibilità di aggiungere in etichetta alcune sigle derivanti dalle antiche denominazioni dei vari prodotti. Il Marsala Fine può riportare la sigla I.P. (Italia Particolare). Il Marsala Superiore può riportare le sigle S.O.M. (Superior Old Marsala), L.P. (London Particular), o G.D (Garibaldi Dolce). Quest'ultima denominazione risale ad una visita allo stabilimento Florio di Marsala che effettuò il Generale dei Due Mondi nel 1862, dopo l'unificazione dell'Italia. Egli, appassionato di buoni vini ma non particolarmente competente, fu particolarmente colpito da un vino molto dolce ancora in lavorazione e destinato a successivi tagli: in suo onore questo vino entrò in produzione e prese il nome di Garibaldi Dolce.
Alcune denominazioni sono ancora consentite dal Disciplinare, ma solo a corredo della classificazione "ortodossa". Osservando le etichette, potrete ancora ritrovarci impresso "S.O.M.", e leggervi Superior Old Marsala, oppure "G.D.", il Superiore Garibaldi Dolce di cui vi abbiamo già parlato, più raramente "L.P.", London Particular, un'altra qualità di Superiore, meno secco del "S.O.M.". Frequentemente, il Marsala Fine si chiamerà, invece, "I.P.", Italian Particular. Altre denominazioni, come "O.P." (Old Particular), C.O.M. (Choice Old Marsala), P.G. (Particular Genuin), P.D. (Pale Dry) ed I.M. (Italian Marsala), ed ancora "Parigi", "Stromboli", "Trinacria", "Margherita", "Erice dolce", insieme a tante altre di cui si è persa qualsiasi traccia, appartengono, ormai, soltanto alla gloriosa Storia di questo vino.

## Aziende produttrici
Le cantine di maggior pregio sono sicuramente: Florio, Martinez, Pellegrino, Vito Curatolo Arini, Pietro Pipitone Spanò, Rallo, Mineo, Intorcia, Mirabella, Hopps, Alagna, De Bartoli, Fici, Vinci, Galfano, Lombardo, Arini, Casano, Buffa.
Da osservare che ci sono produttori locali di vino "stile marsala" ma che operano fuori dalla denominazione (ad esempio non operano l'alcolizzazione ma il vino è realizzato con i soliti vitigni e con tradizionale invecchiamento ossidativo).

## Riferimenti normativi
- Dpr 02.04.69, GU 143 - 10.06.69
- Dpr 17.11.86, GU 163 - 15.07.87
- Dm 21.12.91, GU 3 - 04.01.92
- Dm 28.02.95, GU 62 - 15.03.95

## Nei mass media
- Nel film Benvenuti al Sud di Luca Miniero (2010) si vede Mattia (interpretato da Alessandro Siani), bere una tazza di zabaglione al Marsala tutte le mattine appena sveglio.
- Nel 2015 il Pantone Color Institute ha scelto il celebre vino, come colore dell'anno creando il Pantone Marsala: un colore da una leggera sfumatura di bordeau e da un'intonazione tra il castagna e il terra.
- Il 26 settembre 2019, la testata WineMag.it diretta da Davide Bortone ha pubblicato un'ampia e dettagliata inchiesta sul Marsala nella Grande distribuzione organizzata, consultabile a questo link
- Nel 2023 nel film I Leoni di Sicilia ambientato nei primi anni del 1800 si parla della nascita del Marsala e del suo produttore Florio (episodio 3)

## Cucina
Sono molte le ricette culinarie che prevedono la presenza del celebre vino, che garantiscono un sapore di elevato livello.
- Pasta con le sarde o pasta alla siciliana
- Scaloppine al marsala
- Zabaglione al marsala
- Pollo al marsala
- Strudel di maiale con mele al marsala
- Polpettine al marsala
- Torta soffice al marsala